# Valdidentro

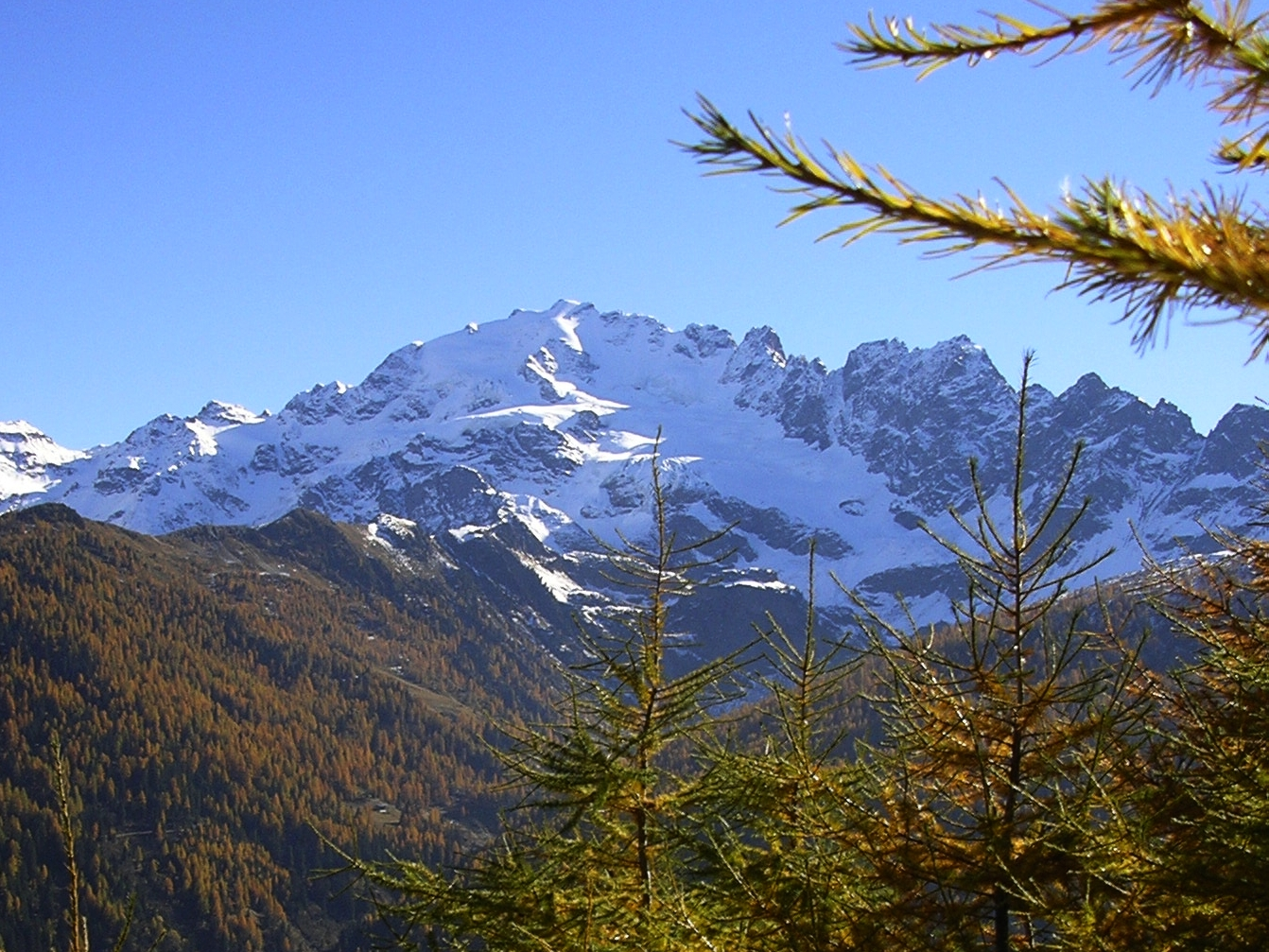
Cima de’ Piazzi

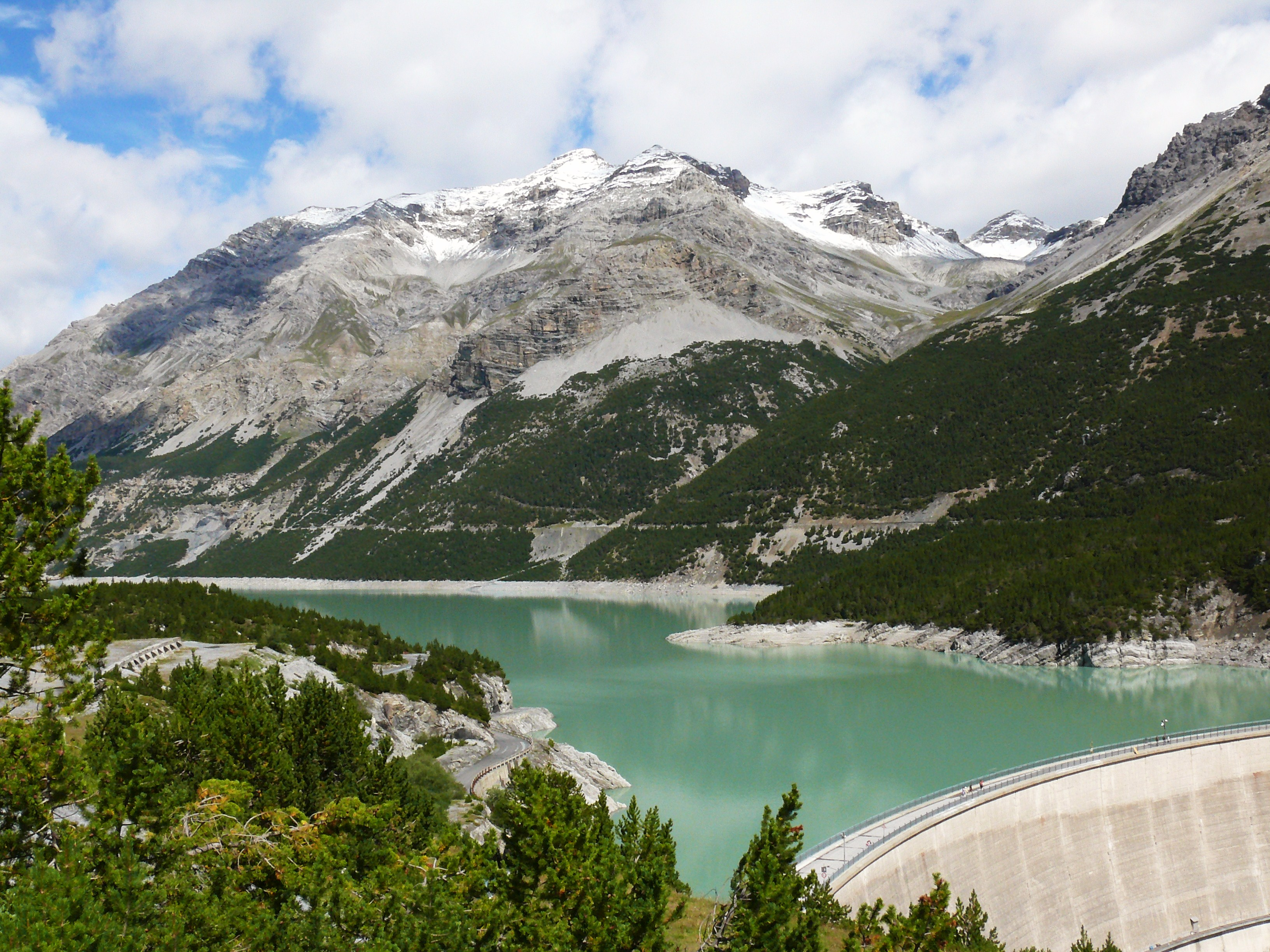
Stausee di Cancano

Valdidentro ist eine norditalienische Gemeinde (comune) in der Provinz Sondrio in der Lombardei.

## Lage und Einwohner
Die Gemeinde liegt etwa 47,5 Kilometer nordöstlich von der Provinzhauptstadt Sondrio und hat 4177 Einwohner (Stand 31. Dezember 2023). Der Verwaltungssitz befindet sich im Ortsteil Isolaccia. Valdidentro ist Teil der Comunità Montana Alta Valtellina und grenzt an den Schweizer Kanton Graubünden. Zum Gemeindegebiet gehören auch der Lago di San Giacomo Fraele und der Lago di Cancano im Valle di Fraele. Durch die Gemeinde fließt neben zahlreichen anderen Flüssen die Adda. Im Ortsteil Premadio befinden sich Thermalquellen.
Die Nachbargemeinden sind Bormio, Grosio, Livigno, Poschiavo (CH-GR), Valdisotto, Val Müstair (CH-GR) und Zernez (CH-GR).

### Verkehrsanbindung
Durch Valdidentro zieht sich die Strada Statale 301 del Foscagno von Bormio nach Livigno.

## Wirtschaft
Valdidentro ist ein Kurort: Die Thermalquellen, die zwischen 35 °C und 40 °C aus verschiedenen Quellen in der Wand des Reit Berges fließen, werden für Bäder, Moorbäder, harntreibende Getränke, Inhalationsbehandlungen, Massagen verwendet. Sie sind auch bei der Behandlung von Hautkrankheiten angezeigt, die durch mikrobielle und mykotische Mittel und die der Atemwege verursacht werden. Um diese zu nutzen, muss man in die Viertel Bagni Vecchi und Bagni Nuovi in der Nähe des Ortsteils Premadio fahren.

## Sport
Valdidentro ist ein Wintersportort, in dem unter anderem 2009 Rennen des Skilanglauf-Weltcups, aber auch darüber hinaus im Continental-Cup, durchgeführt wurden. National werden hier auch Rennen im Biathlonsport bis hin zu den Nationalen Meisterschaften (2010) ausgetragen. In der Gemeinde gibt es Skilifte und Skipisten in den Dörfern Isolaccia und Pedenosso. In Valdidentro wurden einige Wettbewerbe für den Langlauf-Weltcup 2009 durchgeführt.